# Goos
Goos là một xã, thuộc tỉnh Landes trong vùng Nouvelle-Aquitaine. Xã này có diện tích 10,49 km², dân số năm 2006 là 502 người. Xã này nằm ở khu vực có độ cao trung bình 52 mét trên mực nước biển. 

## Biến động dân số
| 1962                                         | 1968 | 1975 | 1982 | 1990 | 1999 | 2006 |
| -------------------------------------------- | ---- | ---- | ---- | ---- | ---- | ---- |
| 368                                          | 377  | 329  | 361  | 437  | 423  | 502  |
| Số liệu từ năm 1962, dân số không tính trùng |      |      |      |      |      |      |